# 埃利 (內布拉斯加州)
埃利（英語：Eli）是位於美國內布拉斯加州切里縣的非建制地區。

## 歷史
埃利的郵局於1909年設立，其後於1982年停運。

## 地理
埃利所處的海拔為高於海平面975米（即3199英呎），而該地所採用的時區為UTC-6，即北美山地時區（MST）。同時該地設有夏令時間，為UTC-7調快一小時，即UTC-6（MDT）。